# Mahir Domi
Mahir Domi, född den 12 mars 1915 i Elbasan, Furstendömet Albanien, död den 19 september 2000, var en albansk forskare och lingvist.
Mahir Domi gick i lyceet i Korça och studerade därefter språk och litteratur vid universitet i Grenoble där han tog examen 1941. Han återvände till Albanien och var chef för skolan Shkolla Normale i Elbasan. 1947 började han undervisa och föreläsa vid Institutet för vetenskap. När Tiranas universitet grundades 1957 fick han en lärostol i albanska språket. Han var även ledamot i Albaniens akademi för vetenskap.
Mahir Domi var författare av otaliga verk ägnade åt forskning kring albanska språket.